# La Carlota (Spagna)
La Carlota è un comune spagnolo di 10 756 abitanti situato nella comunità autonoma dell'Andalusia.